# Aristàgora
Aristàgora (en grec antic Άρισταγόρα) va ser una hetaira (prostituta) aparellada amb l'orador Hipèrides, contra la qual després l'orador va compondre dos discursos, segons diu Ateneu de Nàucratis.
Una altra hetaira també anomenada Aristàgora va ser la parella de Demetri, el net de Demetri de Falèron, també segons Ateneu.